# Себалтер
Себастиано Пао-Леси със сценичното име Себалтер (на немски: Sebalter) е швейцарски изпълнител, представил страната си на песенния конкурс „Евровизия 2014“.

## Биография и кариера
Роден е през 1985 година в община Файдо, намираща се в Тичино – швейцарски кантон, чието население е съставено предимно от италианскоговорещи жители. Учи и завършва право.
Още на шестгодишна възраст започва да свири на китара, цигулка и взема уроци по пеене. От 2002 до 2012 година е водещ цигулар в швейцарската фолк рок група „Дъ Вад Вук“. Като част от групата получава няколко реномирани награди, а през 2003 година става победител на фестивала „Палко ай Джовани“. След напускането на групата започва солова кариера, изпълнявайки предимно акустична, вдъхновена от фолклора музика.
През месец декември 2013 година излиза дебютния сингъл на певеца, носещ името „Hunter of Stars“. През 2014 година записва първия си солов албум.